# Dalby (Queensland)
Dalby is een plaats in de Australische deelstaat Queensland en telt 12.765 inwoners (2006).

## Geboren in Dalby
- Margot Robbie (1990), actrice